# Zdjęcie fotograficzne

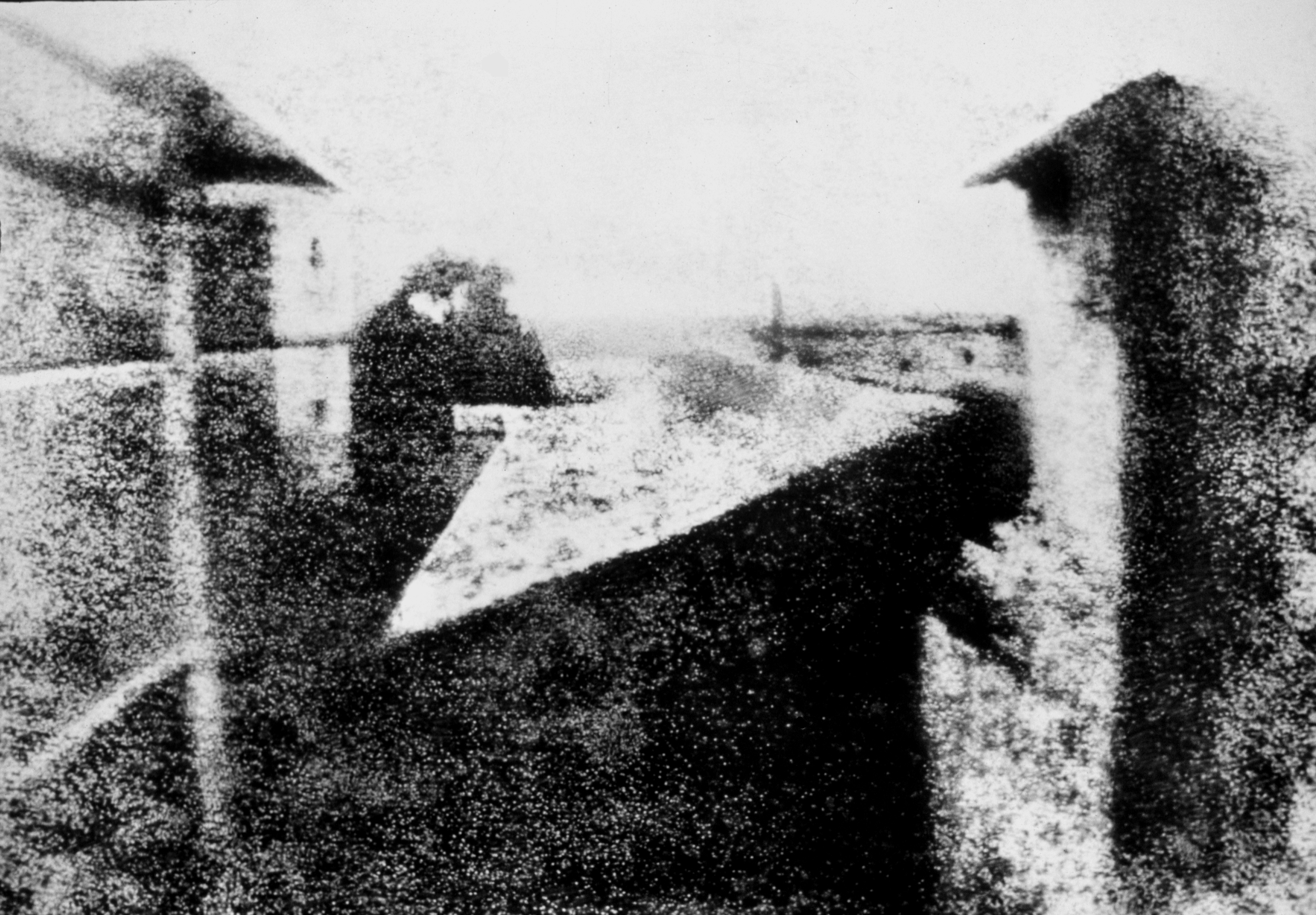
Widok z okna w Le Gras (1826) – pierwsza, udana, trwała fotografia wykonana przez Nicéphore Niépce

Zdjęcie fotograficzne, zdjęcie, fotografia – ogólna nazwa czegoś, co zostało sfotografowane, czyli sam obraz zapisany dowolną techniką fotograficzną.

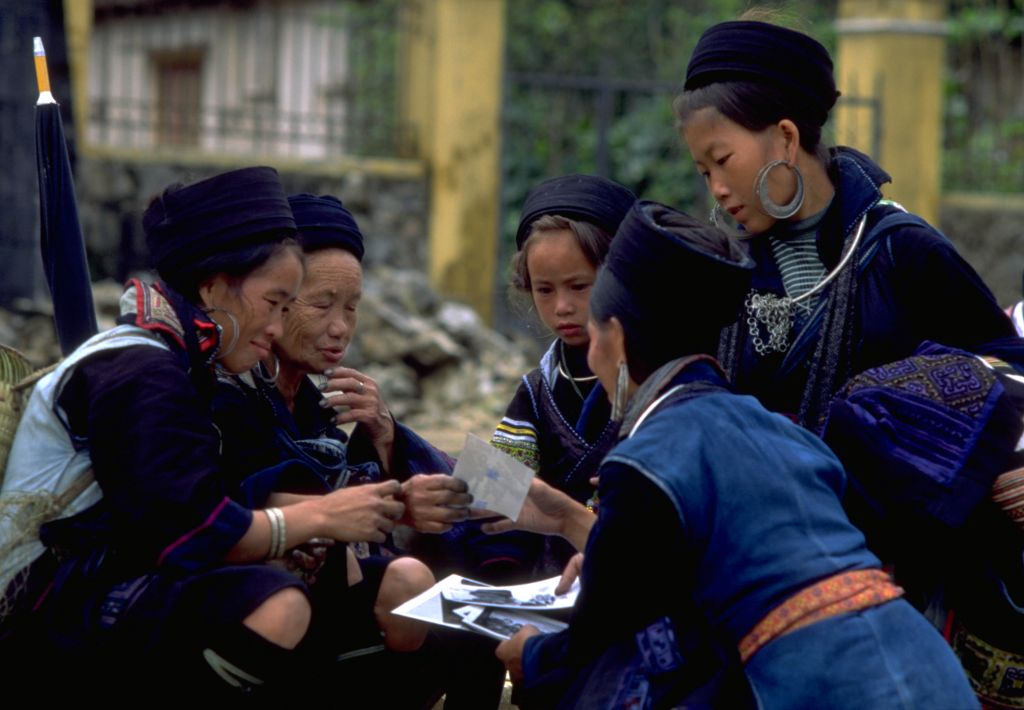
Fotografia przedstawiająca kobiety z plemienia Hmong oglądające zdjęcia

Fizycznie obraz ten może występować w kilku postaciach – negatyw, slajd (diapozytyw, przezrocze), odbitka fotograficzna, a także obraz utrwalony bezpośrednio w postaci cyfrowej. To, co w potocznym języku nazywa się zdjęciem, czyli obraz oglądany na papierze fotograficznym (powiększenie, błędnie nazywane odbitką), to tylko jedno z zastosowań tego terminu.
Istnieją dwie zasadnicze techniki zapisu fotografii. W przypadku techniki srebrowej (czyli fotografii tradycyjnej) zdjęcie fotograficzne po naświetleniu na filmie przyjmuje postać obrazu utajonego, po czym w procesie wywoływania zmienia się w obraz jawny. W technice cyfrowej podziału takiego nie ma, a obraz przyjmuje od razu „jawną” postać cyfrową.

## Fakty
- Pierwszym sfotografowanym człowiekiem był Jan Werbowski, Polak, uczestnik wojen napoleońskich[potrzebny przypis]. Sfotografował go Jacques Daguerre metodą dagerotypu. Naświetlanie trwało 30 minut, przez które Werbowski nie mógł się ruszać.
- Pierwsze zdjęcie, jakie zostało wykonane na świecie, zrobione było przez Nicéphore’a Niépcego i było naświetlane około 8 godzin. Zdjęcie przedstawia widok z jego okna[1].
- Pierwszy autoportret wykonał Robert Cornelius w 1839 r., siadając na fotelu przed obiektywem na nieco ponad minutę, a następnie samemu zakrywając obiektyw. Zdjęcie to można uznać za pierwsze wykonane kiedykolwiek selfie[1].
- codziennie przesyłanych jest 500 mln zdjęć do internetowych portali społecznościowych takich jak Facebook, Instagram, Snapchat[2].